# Spearman
La ville de Spearman est le siège du comté de Hansford, dans l’État du Texas, aux États-Unis. Sa population s’élevait à 3 368 habitants lors du recensement de 2010, estimée à 3 336 habitants en 2016.

## Source
- (en) Cet article est partiellement ou en totalité issu de l’article de Wikipédia en anglais intitulé « Spearman, Texas » (voir la liste des auteurs).